# 小行星5780
小行星5780（英語：5780 Lafontaine）是一颗围绕太阳公转的小行星。1990年3月2日，艾瑞克·怀特·埃尔斯特在拉西拉天文台发现了此天体。
这颗小行星的绝对星等为116.0521020458658等。